# Курылёв, Вадим Юрьевич
Вадим Юрьевич Курылёв (30 мая 1964, Ленинград) — советский и российский рок-музыкант, поэт, композитор, аранжировщик и мультиинструменталист. Лидер группы «Электрические партизаны». Гитарист «Адаптации» и «Зимовья Зверей». Наиболее известен как бывший участник групп «ДДТ» (1986—2002) и «Разные люди» (2007—2022). Также записывает сольные альбомы.

## Биография
Родился в Ленинграде. Мать — театральный работник, отец был инженером. Окончил спецшколу № 169 с углублённым изучением английского языка, в которой двумя классами старше учился и Валерий Кирилов («Зоопарк»). В шестом классе увлёкся рок-музыкой, начал учиться играть на гитаре. В седьмом классе появился школьный ансамбль, а в последующие годы Вадим участвовал параллельно в нескольких школьных группах («The Dreams», «Парадокс»).
Первую песню (с собственным текстом) написал в 16 лет. Она называлась «Лабиринт». До этого сочинял на стихи друзей и известных поэтов.
После школы поступал в Институт культуры. Не пройдя по конкурсу, пошёл учиться на киномеханика в ПТУ № 16. Музыкального образования не имеет.
В 1982 году был призван в армию, служил в пограничных войсках в Карелии. После учебной части попал в ансамбль песни и пляски Северо-Западного пограничного округа, где играл на бас-гитаре.
Во время службы в армии, в 1983 году, В. Курылёв вместе с Александром Смирновым записал магнитоальбом «Маскарад без претензий».
В 1986 году был приглашён в группу «ДДТ», где играл до 2002 года: сначала в качестве басиста, затем гитариста, а также аранжировщика многих песен и программ.

У нас в «ДДТ» было объединение людей, которое в шутку называли «ум, честь и совесть». Умом был Андрей Васильев, честью Игорь Доценко, и Вадик Курылёв совестью. Эта группа имела своё мнение, и к нему Юра прислушивался. Принесёт он новую песню, все охают-ахают, а Вадик говорит: «Мы что, второй „Аквариум“?! Я это играть не буду». И на том дело останавливалось. Юра перелопачивал всю аранжировку, работал, пока не добивался результата.— Михаил Чернов
С группой «ДДТ» В. Курылёв отыграл на всех студийных альбомах, начиная с «Я получил эту роль» и заканчивая «Единочество II», на концертных — до «Город без окон. Вход» и «Город без окон. Выход».
В 1988—1990 гг. на студии фирмы «Мелодия» в Ленинграде с помощью Юрия Морозова были записаны альбомы «Тусклое Солнце» и «Никто». Юрий Морозов здесь являлся не только звукорежиссёром, но и продюсером, помогая Курылёву в аранжировках и создании нужного музыкального настроения.
Параллельно с «ДДТ» Курылёв участвовал в других проектах. Один из них — «Дубы-Колдуны», шуточный кавер-проект, собравший музыкантов из разных групп (ДДТ, НЭП, Алиса).
Работал с Юрием Морозовым (бас-гитара Курылёва звучит на пластинке «Идиотека» и магнитоальбоме «Красная тревога/Концерт с ДДТ на 6-м рок фестивале»), также «Опыты» Александра Ляпина (впоследствии получившие продолжение в группе Feedback).
На протяжении всего этого времени продолжал писать собственные песни. Некоторые из них — «Тусклое Солнце», «Маскарад», «Судьбы и стены», «Последний Адам», «Харакири», «Вечный джаз» — включались отдельными номерами в концертные программы «ДДТ».
В 1996 году закончился процесс создания на студии «ДДТ» очередного сольного альбома В. Курылёва — «Булавка для бабочки».
В августе 1999 года на студии «ДДТ» Курылёвым была записана тридцатиминутная импровизация «Боливия» (звукорежиссёр — Игорь Сорокин), посвящённая последнему походу Че Гевары. Альбом не был издан. В нём практически нет гармонической музыки — только гитарные фоны, шумы, лязг и стон заведённых усилителей.
В апреле-мае 2001 года в студии «ДДТ» был завершён 4-й сольный альбом Вадима Курылёва «Дождаться Годо».
В 2002 году Вадим Курылёв покинул группу «ДДТ».
Последняя пластинка «ДДТ», на которой слышны гитара и бэк-вокал Курылёва — «Единочество». Как сказал Шевчук, они расстались друзьями, и гитарист занялся сольным проектом. Решение уйти мотивировалось тем, что «у нас в ДДТ не было никогда личных отношений. Когда мы были наиболее близки, это означало, что наши вкусы и взгляды на музыку и на искусство максимально сходились. Такое положение вещей, конечно, исходило от Юры. Если ты не разделяешь хотя бы тотального направления его творческих чаяний, то не можешь вызвать в нём симпатию, достаточную для хороших отношений. Или надо быть техником. Повод — ерунда. Какая-то небольшая стычка, которых во время работы бывали сотни, лишь приблизила то, что уже, в сущности, было решено».

…Сознанием понимаю, что ДДТ всё равно группа выдающаяся, а Шевчук — незаурядный автор; но для меня это уже мало что значит, другие интересы в музыке… Я свободный человек, захотел и ушёл. Ни с чем это не связано, кроме моего желания… Приобрёл творческую свободу, новый круг общения, уверенность в себе, вдохновение, радость чувствовать себя настоящим музыкантом, очень многое приобрёл! Потерял совсем немного — заработную плату

В новую группу, созданную В. Курылёвым после ухода из ДДТ, вошли Михаил Нефёдов (барабаны) и Павел Борисов (бас-гитара), которого вскоре сменил Павел Вовк. Группа называлась «Курылёв-бэнд», затем переименовались в «Эквилибриумбэнд», с конца 2004 года носит название «Электрические партизаны».
В июне-сентябре 2003 года на студии «АнТроп» записывался очередной альбом, получивший название «Эквилибриум».
В августе-сентябре 2005 года Курылёв, при участии Михаила Нефёдова, Михаила Чернова и Ивана Васильева, записал альбом «Беглец», состоящий из ремейков собственных песен 1980—1990-х гг.
Также с 2007 года по 2013 Курылёв являлся бас-гитаристом группы «Разные люди». После ухода Андрея Васильева взял в руки гитару.
Помимо работы с «Электрическими партизанами» и «Разными людьми» продолжает сольные выступления с акустическими и экспериментальными электроакустическими программами. Участвовал в 33-м Международном музыкальном фестивале Bardentreffen в Германии (2008). В 2009 году стал дипломантом Грушинского фестиваля.
В своих сольных выступлениях называет себя «акустическим партизаном».
Осенью 2008 года вышел акустический альбом Вадима Курылёва — «Тонкая игра».
В 2009 году вышел интернет-релиз инструментального альбома психоделических импровизаций и авангардного джаза Курылёва «Metrophobia». Также в 2009 году организовался социально-протестный музыкальный проект «Подпольный фронт», в который вошли сам Курылёв, Александр Чернецкий, Михаил Борзыкин, Юрий Рулёв, Михаил Новицкий, Сергей Паращук. В том же году началось творческое сотрудничество В. Курылёва и Сергея Летова. В 2011 году после нескольких совместных концертов проекта, названного «KILLDOZER», был записан инструментальный альбом «Fuck The System Jazz». Кроме того, с лета 2011 года Сергей Летов участвует в некоторых концертах «Электрических партизан».
В марте 2012 года был снят видеоклип на песню Вадима Курылёва «Нам нужна Анархия!», записанную вместе с музыкантами Матвеем Огуловым («Союз созидающих») и Олегом «Черепахом» («Азъ»). Проект получил название «Партизаны панка».
В 2014 году вышел акустический альбом ремейков «Фрагменты параллельной жизни», в основном охватывающий репертуар Курылёва и Электрических партизан периода 2009—2012 годов. Название происходит от строки в песне «Смерти не было». На треке «Разные люди» спел Александр Чернецкий.
В декабре 2014 года, вместо ушедшего Олега Горбенко, Курылёв стал гитаристом группы «Адаптация».
В 2018 году выступал вместе с Константином Арбениным в проекте «Двое в городе». Вошёл в состав возрождённого коллектива «Зимовье Зверей».
19 октября 2020 года Министерство юстиции РФ внесло в Федеральный список экстремистских материалов две песни группы «Электрические партизаны»: «Левый террор» и «Звезда и автомат». 9 марта 2021 года экстремистским материалом была признана песня «Революция в нас!». 8 февраля 2022 года — «Жить без власти».

## Личная жизнь
Был женат дважды. Дети: дочь Анастасия (1983 г. р.), сын Артём (2003 г.р.).

## Дискография

### Изданные студийные альбомы
- Тусклое Солнце (1988, запись — Мелодия), магнитоальбом
- Никто (1992, запись — Мелодия), винил
- Булавка для бабочки (1997, DDT Records), CD
- Никто/Тусклое солнце (сборник песен 88-90 гг.) (2001, АнТроп), CD
- Дождаться Годо (Курылёв-бэнд) (2001, АнТроп), CD
- Эквилибриум (Эквилибриумбэнд) (2003, АнТроп), CD
- Ингерманландия (Электрические партизаны) (2005, Никитин), CD
- Беглец (2005, Бомба-Питер/Manchester Files), CD
- Контакт (Электрические партизаны) (2007, Бомба-Питер/Manchester Files), CD
- Тонкая игра (2008, Э-Librium) , CD
- Дзен-Анархия (Электрические партизаны) (2009, Выргород), CD
- Век неспокойного солнца (Электрические партизаны) (2010, Выргород совместно с Электрическими партизанами), CD
- Killdozer — Fuck The System Jazz (2011, Э-Librium), CD
- Р. В. И. (Электрические партизаны) (2011), CD
- Чёрный Протуберанец, или Нам нужна Анархия! (Электрические партизаны) (2012), CD
- Фрагменты параллельной жизни (2014, Отделение «Выход»), CD
- Минные поля свободы (Электрические партизаны) (2016, Отделение «Выход»), CD
- Killdozer — War Outsiders (2018, Отделение «Выход»), 2CD
- Небо над Чевенгуром (Электропартизаны) (2019, Капкан Records), CD
- Сквозь время (Электропартизаны) (2021, Капкан Records), CD
- Шум Земли (Электропартизаны) (2022, Союз Мьюзик)[23]
- Воспоминания о мире (Электропартизаны) (2022, Союз Мьюзик)[24]
- Двое в городе (Константин Арбенин и Вадим Курылёв) (2023, Союз Мьюзик)[25]
- Стекло и сталь (Электропартизаны) (2023, Союз Мьюзик)
- Бесконечный праздник (Электропартизаны) (2025, Кап-Кан)

### Прочие альбомы и сборники
- Маскарад без претензий (1983), магнитоальбом, MP3
- Dagmar & Vadim (1997), MP3
- Боливия (инстр.) (1999), MP3
- Снятся длинные дни (1984—1990) (2002), MP3
- Metrophobia (инстр.) (2009), MP3
- Killdozer. Live in Dreadnought (2011), MP3
- Электропартизаны-Remakes (2013), MP3[26]
- Электрические партизаны / The BEST. Авторский сборник (2003—2013) (2013), MP3[27][28]

### в составе группы «Адаптация»
- 2009 — «Песни Любви и Протеста» (гитара)[29]
- 2011 — «No Pasaran» (Саунд гитар, помощь при сведении)
- 2015 — «Цинга» (гитара, бас-гитара, клавиши, бэк-вокал)[30][31]
- 2015 — «Сбитые лётчики» (гитары, клавиши, бас)[32]
- 2017 — «Radio Resistance» (гитары, бас, клавиши)[33][34]
- 2017 — «Олдскул» (гитары, бас, клавиши)[35]
- 2019 — «Оруэлл» (гитары)

### в составе группы «Разные люди»
- 2007 — «Один день вместе» (бас-гитара, бэк-вокал)
- 2008 — «Дороги» (бас-гитара, гитара, органола, блок-флейта, бэк-вокал)
- 2010 — «Мазохизм 20 лет спустя» (бас-гитара)
- 2013 — «Чернец» (гитара, бас, органола, гармоника, бэк-вокал)
- 2018 — Разные люди и Чиж & Co — «Чернецкому — 50!»

### в составе группы «Зимовье зверей»
- 2018 — «Новейшая хронология» (гитара)
- 2020 — 11 бис (лидер-гитара)

### в составе ДДТ
- 1987 — «Я получил эту роль» (бас-гитара, блок-флейта, бэк-вокал)
- 1989 — «Предчувствие Гражданской войны» (бас-гитара)
- 1989 — «Оттепель» (Бас-гитара, блок-флейта, ак. гитара, бэк-вокал)
- 1990 — «Пластун» (бас-гитара, акуст. гитара, бэк-вокал)
- 1992 — «Актриса Весна» (бас-гитара, акуст. гитара, бэк-вокал)
- 1993 — «Чёрный пёс Петербург» (концерт: бас-гитара, бэк-вокал; студия: акуст. гитара, бэк-вокал)
- 1995 — «Это всё...» (бас-гитара, бэки, акуст.гитара, эл. гитара, слайд-гитара)
- 1996 — «Любовь» (эл. гитара, акуст. гитара, бас-гитара, бэки)
- 1997 — «Рождённый в СССР» (концерт: бас-гитара, бэки; студия: эл. гитара, акуст. гитара, бэки)
- 1998 — «Мир номер ноль» (Эл. гитара, ак. гитара, бас-гитара, голоса)
- 1999 — «Метель августа» (эл. и ак. гитары, фортепиано, контрабас, перкуссия, бэк-вокал)
- 1999 — «Просвистела» (гитары)
- 2001 — «Город без окон. Вход» (эл. гитара, голос)
- 2001 — «Город без окон. Выход» (эл. гитара, голос)
- 2002 — «Единочество. Часть I» (эл.гитара, ак. гитара, клавиши, перкуссия, блок-флейта, балалайка, бэки)
- 2003 — «Единочество. Часть II» (эл. гитара, акуст. гитара, бэк-вокал)

### в составе группы «Дубы-колдуны»
- 1993 — «Там, за горизонтом» (вокал, бас-гитара)
- 1995 — «Не повторяется такое никогда?» (вокал, бас-гитара)

### Участие в студийных трибьютах и работах других музыкантов
- 1989 — «Музыка Ха-Ба» группы «Небо и Земля» (бас-гитара)
- 1989 — «Красная тревога/Концерт с ДДТ на 6-м рок фестивале» Юрия Морозова (бас-гитара)
- 1990 — «Танцы для бездельников» группы «Опасные Соседи» (слайд-гитара, гармоника)
- 1991 — «Идиотека» Юрия Морозова (бас-гитара)
- 1991 — «Стрекозы дум-дум» группы «Опасные Соседи» (бэк-вокал)
- 1992 — «Анаша» Александра Ляпина (бас-гитара)[36]
- 1997 — «Пассажир» Рустэма Асанбаева и Нияза Абдюшева (бас-гитара)
- 1997 — «Crawfish and Caviar» Anthony «Anto» Thistlethwaite[англ.] (бас-гитара)
- 2000 — «Документальный сон» проекта «А. В. О. С. Ь.» (слайд-гитара — песни «Синие облака», «Это не я»)[37]
- 2001 — «Два концерта. Акустика» Юрия Шевчука (гитара, бэк-вокал — песни «Свобода», «Чёрный пёс Петербург», «Париж», «В последнюю осень», «Что такое осень», «Родина», «Прекрасная любовь», «Ленинград»)
- 2001 — «Не снимать! Чёрные очки» Рикошета (гитара, бас — композиции «Духи», «Чёрные очки»)
- 2002 — «Песни для друга. Часть 2» (Концерт, посвящённый Дюше Романову, 2000)
- 2003 — «День рождения Виктора Цоя» (гитара, бэк-вокал — песни «Когда-то ты был битником», «Просто хочешь ты знать»)
- 2003 — «Мой друг — музыкант (Трибьют Дюше Романову)» (гитара — трек «Это твоя родина, сынок»)
- 2003 — «Трибьют БГ. Часть II — Земля» (песня «Игра наверняка»)
- 2005 — «Непридуманный» проекта «А. В. О. С. Ь.» (гитара — песни «Её зовут любовью», «Тревожные игры», «Снова рядом», «Мои слова»)
- 2007 — «Юрию Морозову… A Tribute» (песни «Одинокий путь», «Still Got The Blues», «Когда-то ветер»)
- 2008 — «Телетеррор» группы «Объект Насмешек» (бас-гитара — песни «Ангел», «Закончить игру»)
- 2010 —  Никита Зайцев — «Послезвучие»
- 2011 — «Два Солнца» группы «Полковник и Однополчане» (бас, акустическая гитара)
- 2013 — «Now & Zen» Никиты Зайцева (гитара, бас, барабаны, перкуссия, блок-флейта, органола)
- 2014 — «Хочется убить человека» группы «МалаВер» (гитара, синтезатор)[38]
- 2014 — «Мирный атом» группы «URBAN PINOCHET» (вокал — песня «Счастье»)
- 2015 — «Реэволюция» группы «КРАНШТЕЙН» (вокал, гитары, бэк-вокал, текст, музыка — песня «Спор со стадом»)
- 2015 — «О смыслах» группы «Навигатор» (песня «Маскарад»)[39]
- 2016 — «Археология Геополитики» группы «3F Project» (гитара)[40]
- 2017 — «Последний день. Памяти друзей» (песня «Последний день»)
- 2017 — «Tribute to Вадим Курылёв и Электрические Партизаны — Дух противоречия» (автор песен)
- 2017 — «10 лет на крыле» группы Ангел НеБес (вокал — песня «З.и.м.а.»)
- 2018 — «АнтиАрмия. Нам не нужна война!» (вокал, гитары, музыка, слова, идея)
- 2018 — «Посередине века. Трибьют Константину Арбенину» (песня «Ночи без мягких знаков»)
- 2019 — «АнтиАрмия II. Мир без войны» (вокал, гитара, музыка, слова, идея)
- 2019 — «Полковник — Трибьют» (гитара, клавиши, бэк-вокал — песня «Будённый»)
- 2020 — Стеша Гаврилов — «Туманные дали» (бэк-вокал)
- 2021 — Дядя Миша (Михаил Чернов) — «Тоська-сука и другие песни» (гитары, бас, клавиши)
- 2021 — Паша Павлов и Артель — «Дела Артельные»
- 2022 — Ермен Анти & Art Chaos Community — «Груз 2022» (гитара, клавиши)[41]
- 2022 — Западный Фронт — «Встретимся. Песни группы Адаптация» (соло-гитара, бэк-вокал)
- 2023 — Ермен Анти — «Чёрный карнавал» (гитара, бас, клавиши, бэк-вокал)[42]

## Инструменты

### Гитары
- Gibson Les Paul Studio Gothic[43]
- Gibson Les Paul Special
- Gibson Explorer Traditional Pro[44]
- Fender Stratocaster (белый, Япония, «ultrasonic» humbucker pickups)[45]
- Danelectro 12-str.[46]
- Gibson Les Paul Custom[47]
- Takamine TAN45C 6-str.[48]
- Yamaha 12-str.
- Ovation Celebrity[49]

### Бас-гитары
- Rickenbacker 4001 (Gibson Thunderbird humbucker pickups) 1979 года
- Gibson SG Reissue (EMG active humbucker pickups)
- Steinberger Synapse 5-str.

### Эффекты
- Rocktron Austin Gold Overdrive
- Ibanez TS9DX Turbo Tube Screamer
- ProCo Rat Distortion
- Electro-Harmonix Metal Muff
- Xotic RC Booster
- BOSS ODB-3

## Рисунки
В середине 1990-х гг. Вадим Курылёв увлёкся рисованием. Его работы были представлены на экспозициях в арт-центре «Пушкинская, 10» и на выставке «Творчество рок-музыкантов и рок-художников» в ЦВЗ «Манеж».

Я рисовал все ночи напролёт в течение двух-трёх лет. Потом это прошло — наверное, мне это было необходимо именно тогда. Рисовал для себя, долго даже не показывал никому. Но потом показал друзьям художникам — и что же? Сначала мои работы взяли на выставку на «Пушкинской», а вскоре и в выставочный зал «Манеж». Мои странные картинки на картонках висели рядом с работами настоящих художников! Это было что-то нереальное для меня. Я даже перестал рисовать после этого, а может быть, просто пока сказал в живописи всё, что должен был. Моя революция перешла в другие плоскости.

Позже большинство лучших картин были утеряны, а остальные, по мнению их автора, не заслуживают быть выставленными.

## Гражданская активность
В молодости считал себя космополитом. В зрелости стал антиглобалистом.
Песни Вадима Курылёва довольно часто обращены к тематике общественной жизни. Свою идеологическую позицию в конце 2000-х он описывал как «дзен-анархизм»:

Что здесь наиболее реально — дзен или анархия, что утопичнее — физический бунт или освобождение духа? Это два пути, но где-то в космосе пересекаются любые параллели, и хоть дзен-отрешённость спорит с жестокой страстностью революции — именно в споре рождается истина. Дзен как символ свободы духа, анархия как мечта об идеальном социальном строе — сольются ли они когда-то в единое целое, как посчастливилось нашему альбому? Время покажет…

Важное место в творчестве занимает Ингерманландия, Курылёв упоминает её в своих песнях, использует флаг Ингерманландии:

Когда-то, в 1918 году коренные ингерманландские финны пытались добиться независимости для своей родины. Тогда же был разработан государственный флаг Ингерманландии в скандинавском стиле. Такой утопический проект сам по себе интересен с художественной точки зрения: отделение Санкт-Петербурга от России! Как вам такое? Можно было бы написать отличный роман-утопию на эту тему. Но я романов не пишу — пишу песни. Так родилась «Ингерманландия» — песенный альбом.

За песню «Ингерманландия» награждён премией «Ингерманландский можжевельник», которая вручается ежегодно близким к идеям регионализма Ингрии литераторам, художникам, музыкантам, режиссёрам
Однако затем ситуация изменилась: «Вскоре выяснилось, что у меня серьёзные расхождения в политических взглядах с большинством представителей этого движения. Мы с ними разошлись: не поняли друг друга. Поскольку в своё время я написал песню „Ингерманландия“, краеведческое движение использовало её как неформальный гимн Ингрии. Потом оказалось, что мы с ними друг другу совсем чужие. Мне хотелось как-то реабилитироваться. И я решил, что нужно сделать идеологический акцент именно на анархическом обществе в Ингрии. Я не хочу, чтобы Свободная Ингрия была ещё одним капиталистическим государством! Каждой идее своё время. И вот, в определённый момент такая идея меня посетила: художественно-политическая мечта о стране Вольной анархистской Ингрии».
Выступал на концерте «Рок за свободу», а к митингу за сохранение Петербурга, который прошёл 10 октября 2009, была совместно с другими музыкантами записана песня «Город, проснись и сопротивляйся», посвящённая борьбе против строительства «Охта-центра».
Неоднократно появлялся на мероприятиях «Стратегии-31».
31 июля 2011 года играл вместе с Сергеем Летовым в Мемориальном музее истории политических репрессий «Пермь-36» в рамках Международного гражданского форума «Пилорама 2011».
20 мая 2012 года присоединился к «контрольной прогулке» в Санкт-Петербурге по Невскому проспекту до площади Искусств.
1 июня 2012 года выступил на «Фестивале свободы» — митинге-концерте ко Дню защиты детей, на Марсовом поле.
3 июня 2012 года участвовал в митинге против полицейского произвола на Пионерской площади Санкт-Петербурга.
25 июля 2012 года вошёл в созданный в Санкт-Петербурге оргкомитет поддержки группы Pussy Riot.
10 сентября 2012 года вместе со своей группой «Электрические партизаны» сыграл на концерте в поддержку политических заключённых в петербургском клубе «ГлавClub».
12 июня 2013 года поддержал акцию «НЕмитинг за Россию без политзаключённых».
30 августа 2014 года был на антивоенном митинге, на Марсовом поле, в Санкт-Петербурге. Демонстранты выступали против кровопролития на Украине.
В сентябре 2015 года выпустил видеоролик в поддержку журналиста «ОМ» Сергея Вилкова.
20 марта 2016 года вместе с Ерменом Ержановым из «Адаптации» выступил в Донецке.
В июне 2016 года записал видеообращение, посвящённое кампании солидарности с политзаключёнными анархистами и антифашистами.
В 2017 году подготовил сборный рок-проект «Антиармия» с песней «Пока не поздно», против военной службы и милитаризма. Участниками также стали Александр Чернецкий, Илья Чёрт, Михаил Башаков, Сергей Паращук. В 2018 году вышел сборник антивоенных песен «Нам не нужна война» (Lumen, Аквариум, Порнофильмы, Василий К. & Интеллигенты, Собаки Качалова, ЭлектропартиZаны, Андрей Макаревич, Адаптация, Louna, ДМЦ, Центр, Тараканы!, Константин Арбенин и Сердолик, Бригадный Подряд, Юлия Теуникова, Пилот, Ангел НеБес). Но Михаил Борзыкин отказался, заявив, что «„За мир“ — это ни о чём. Нужны какие-то конкретные требования».
Курылёв считался участником петербургского отделения «Автономного Действия». Позиционировал себя как анархо-коммунист. С 2014 года является пацифистом. В 2022 году выступил против войны России с Украиной.